# Soechaja Retsjka
Soechaja Retsjka (Russisch: Сухая Речка; "droge rivier") is een plaats (selo) in de selskoje poselenieje van Bezverchovo binnen het district Chasanski in het uiterste zuidwesten van de Russische kraj Primorje. De plaats telt 19 inwoners (1 januari 2005) en vormt daarmee een van kleinste nederzettingen van het district.

## Geografie
De nederzetting ligt aan de gelijknamige rivier, op 2 kilometer van haar uitstroom in de Perevoznajabocht van de Amoerbaai. Het gehucht ligt aan een weg van 26 kilometer lang naar de rijksweg Razdolnoje - Chasan (A189). De plaats ligt over de weg op 54 kilometer van het districtcentrum Slavjanka en ongeveer 154 kilometer van Vladivostok. Het dichtstbijzijnde spoorstation Kedrovaja bevindt zich 1 kilometer zuidelijker.

## Geschiedenis
De plaats werd gesticht in 1921
Op 8 oktober 1950, tijdens de Koreaanse Oorlog werd een militair vliegveld van de Sovjet-Russische Rode Luchtmacht (821e regiment gevechtsvliegtuigen van de 190e divisie van de VVS) 2 kilometer ten zuidoosten van Soechaja Retsjka aangevallen door 2 Amerikaanse F-80-gevechtsvliegtuigen, waarbij 1 vliegtuig werd verwoest en 7 beschadigd raakten. Volgens de Amerikanen gebeurde dit per ongeluk doordat de piloten waren afgedwaald door slecht weer en was het eigenlijk de bedoeling geweest om de stad Ch'ŏngjin aan te vallen. Ze dachten daarop naar eigen zeggen een 'geheim vliegveld' te hebben gezien, dat vervolgens werd aangevallen. Volgens de Sovjet-Russische autoriteiten was het echter stralend weer en was het twijfelachtig dat ervaren piloten de afstand van 200 kilometer tussen beide plaatsen niet zou zijn opgevallen. Het zou volgens hen een bewuste aanval zijn geweest met als doel de sovjets te straffen voor hun steun aan Noord-Korea. De Amerikanen wisten een diplomatiek conflict te vermijden door het geschil voor te leggen aan de Verenigde Naties en boden de sovjetregering aan om de schade te betalen. De verantwoordelijke regimentsleiders van het vliegveld, luitenant-kolonel N.S. Vinogradov en kolonel Saveljev, werden na het incident door het militaire tribunaal in rang verlaagd wegens het onvoldoende verdedigen van het luchtruim. Eind jaren 1950 werd het vliegveld opgeheven.

## Bezienswaardigheden
- 5 naamloze militaire graven uit de Tweede Wereldoorlog (1938-1945);
- massagraf van 5 helden van de Sovjet-Unie: A. Machalin, V. Vinevitin, I. Sjmelev, V. Pozdejev, A. Savinych en D. Jemtsev, die stierven in juli-augustus 1938;
- massagraf van 31 soldaten en officieren van het 1e Verre Oostelijke Front van het 25e leger, die stierven in 1945.[4]

Bestuurlijk centrum: Slavjanka

Andrejevka · Bamboerovo · Barabasj · Barsovy · Baza Kroeglaja · Bezverchovo · Chasan · Filippovka · Gvozdevo · Kamysjovoje · Kedrovaja · Kraskino · Kravtsovka · Lebedinoje · Majak Bjoesse · Majak Gamova · Narva · Ovtsjinnikovo · Perevoznoje · Pojma · Posjet · Pozjarski · Primorski · Provalovo · Risovaja Pad · Rjazanovka · Romasjka · Sjachtjorskoje · Soechaja Retsjka · Soechanovka · Tsoekanovo · Vitjaz · Zajsanovka · Zanadvorovka · Zaroebino